# Uyayna ibn Hisn
Uyayna ibn Hisn al-Fazarí (àrab: عيينة بن حصن الفزاري, ʿUyayna b. Ḥiṣn al-Fazārī) fou cap de la tribu Fazara en temps de Mahoma. El seu nom real era Hudhayfa, però se l'anomenava Uyayna (‘el que té els ulls com boles’) per una característica física que permetia jugar amb el seu nom. El seu pare fou el cap militar dels Àssad i els Ghatafan, i els seus ancestres almenys en tres generacions foren els caps militars dels Fazara i altres tribus del grup Ghatafan.
Les seves forces van participar en el setge de Medina, a canvi de la collita de dàtils d'un any a Khaybar que li van prometre els jueus. El 625 Uyayna hauria fet un pacte amb Mahoma per mantenir la pau per tres mesos, quan els Fazara havien de portar els seus ramats més lluny a causa de la sequera i penetraven en territoris sota influència musulmana. Uns mesos després, acabada la treva, va atacar ramats musulmans prop de Medina. Va negociar participar en la defensa de Khàybar (maig/juny del 628) a canvi de la meitat de la collita anual de dàtils, però a l'inici de la batalla va abandonar els seus aliats jueus. Amb els Fazara va participar en la conquesta musulmana de la Meca (gener del 630) i després va lluitar a Hunayn i a Taif, i sembla que a la segona batalla ja s'havia fet musulmà, però a la primera no ho era encara. El maig del 630, per orde de Mahoma, va atacar als tamimites que vivien amb els Khuzaa de manera provisional. Durant la Rida va reconèixer al fals profeta Tulayha al-Assadí, però després va tornar a l'islam (633). Va viure fins almenys el temps d'Uthman ibn Affan, que estava casat amb una filla seva.